# 도에이 지하철 아사쿠사선
도에이 지하철 아사쿠사선(일본어: 都営地下鉄浅草線)은 도쿄도 교통국이 운영하는 지하철 노선의 하나이다. 노선 색은 ○연붉은색이다. 기호로는 A를 사용한다.
일본 지하철 가운데 최초로 사철과의 직결 운행을 시작한 지하철 노선이다.

## 역사
- 1960년 12월 4일: 오시아게 역 ~ 아사쿠사바시역 개통. 게이세이 전철 오시아게 선과 직결 운행 시작.
- 1962년 5월 31일: 아사쿠사바시역 ~ 히가시니혼바시 역 개통.
- 1962년 9월 30일: 히가시니혼바시 역 ~ 닌교초 역 개통.
- 1963년 2월 28일: 닌교초 역 ~ 히가시긴자 역 개통.
- 1963년 12월 12일: 히가시긴자 역 ~ 신바시역 개통.
- 1964년 10월 1일: 신바시역 ~ 다이몬역 단선으로 개통.
- 1968년 6월 15일: 신바시역 ~ 다이몬역 복선화됨.
- 1968년 6월 21일: 다이몬역 ~ 센가쿠지 역 개통. 게이힌 급행 전철 본선과 직결 운행 시작.
- 1968년 11월 15일: 센가쿠지 역 ~ 니시마고메 역 개통.
- 1970년 7월: 노선 색 도입.
- 1978년 7월 1일: "1호선"에서 "1호선 아사쿠사 선"으로 노선 명칭을 변경.
- 1989년 3월 19일: 에도바시 역을 니혼바시 역으로 명칭 변경.
- 1998년 11월 18일: 에어포트 쾌특(エアポート快特 에아포토카이토쿠[*]) 운행 시작.

## 운행 형태
- 니시마고메 역과 센가쿠지 역 간의 보통 열차는 거의 10분에 한 번 운행되고, 센가쿠지 역에서 게이큐 직결열차와 환승연계가 있다.
- 쾌속(快速 kaisoku)열차는 니시마고메 역과 게이세이사쿠라 역을 매 20분마다 운행한다. 아사쿠사 선 내에서는 각역정차한다.
- 쾌특(快特 kaitoku)열차는 매 20분마다 한 번 운행한다. 일반적으로 게이큐 열차로 운행되며 남쪽으로는 미사키구치 역이나 게이큐 구리하마 역에서 종착한다. 게이큐 선 내에서만 쾌특으로 운행하고 아사쿠사 선과 게이세이 오시아게 선 내에서는 보통으로 운행된다. 북쪽으로는 아오토 역이나 게이세이타카사고 역에서 종착한다.
- 에어포트 급행 (エアポート急行 Eapōto kyūkō) 열차는 매 20분마다 한 번 운행하며 아사쿠사 선 내에서는 각역정차(보통)로 운행하고, 센가쿠지 역과 하네다 공항역 간의 게이큐 선 내에서는 급행 운행을 한다. 북쪽 종점은 호쿠소 철도의 인바니혼이다이 역 또는 인자이마키노하라 역이 일반적이지만, 게이세이 본선의 게이세이나리타 역이나 게이세이 사쿠라, 아오토까지만 가는 차량도 있다.
- 에어포트 쾌특 (エアポート快特 eapōto kaitoku) 열차는 거의 매 20분마다 운행하며 아사쿠사 선 내에서 일부 역을 통과한다. 북쪽으로는 나리타 스카이액세스 선 경유 액세스 특급 이나, 게이세이 본선 경유로 나리타 공항까지 운행하거나 보통으로 아오토 역이나 게이세이타카사고 역까지 운행한다. 이 열차로 하네다 공항에서 나리타 공항까지 운행할 경우 대략 1시간 46분 정도 걸린다.

## 차량
- 5500형
- 게이세이 전철 3000형
- 게이세이 전철 3100형
- 게이세이 전철 3400형
- 게이세이 전철 3700형
- 게이힌 급행 전철 600형
- 게이힌 급행 전철 1000형
- 게이힌 급행 전철 1500형
- 게이힌 급행 전철 2100형
- 호쿠소 철도 7300형
- 호쿠소 철도 7500형
- 지바 뉴타운 철도 9100형
- 지바 뉴타운 철도 9200형
- 지바 뉴타운 철도 9800형

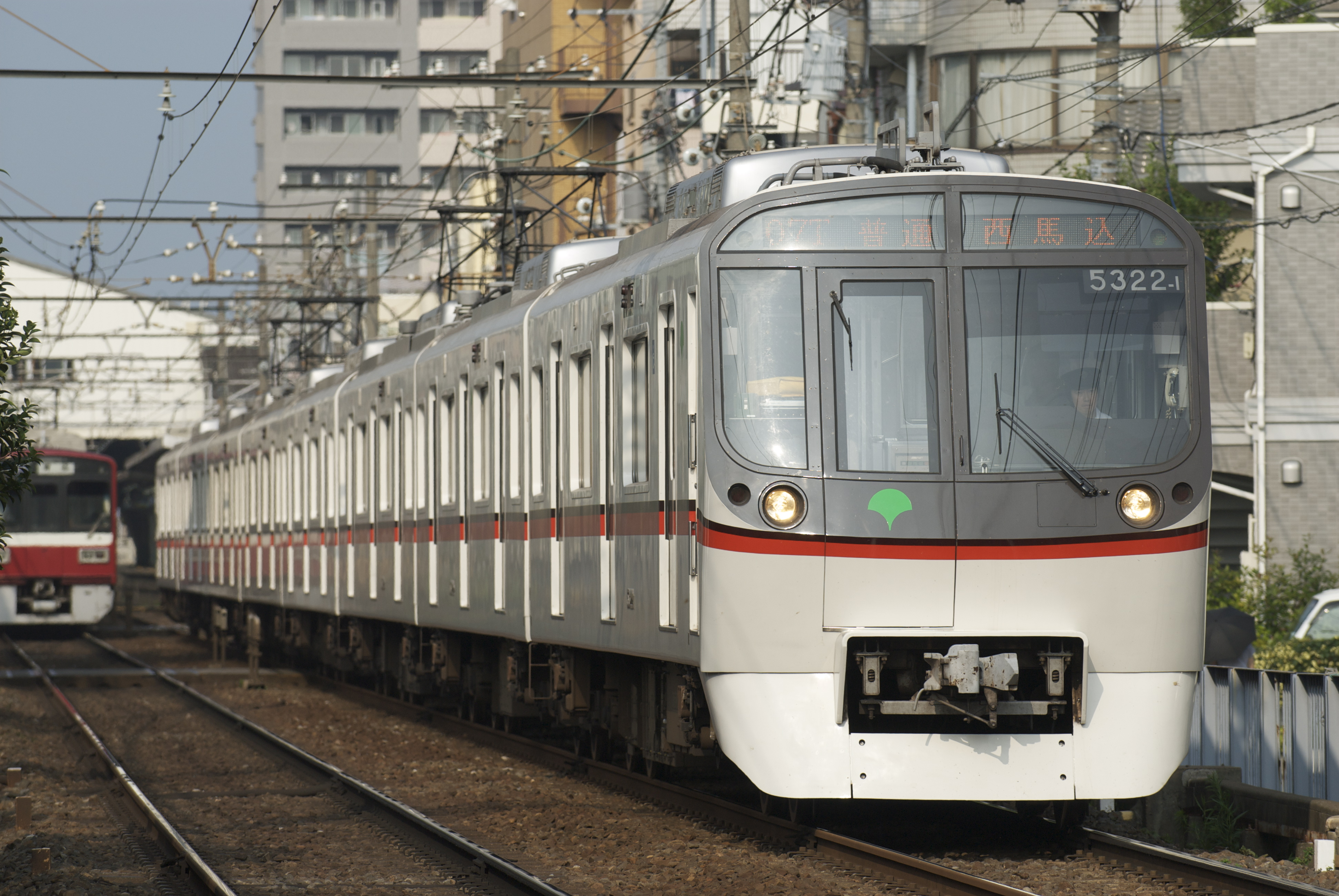
도영 지하철 5300형
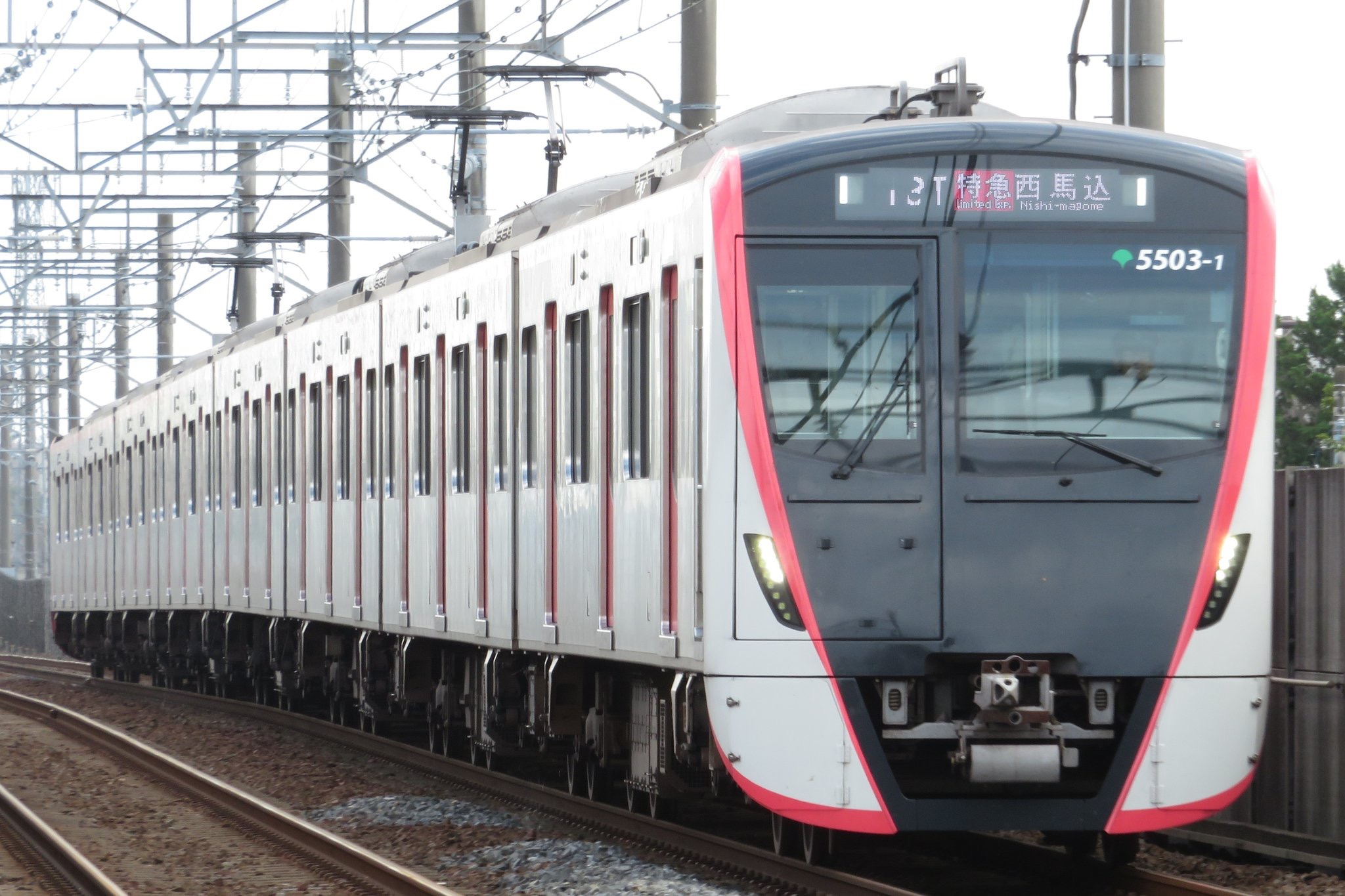
도영 지하철 5500형
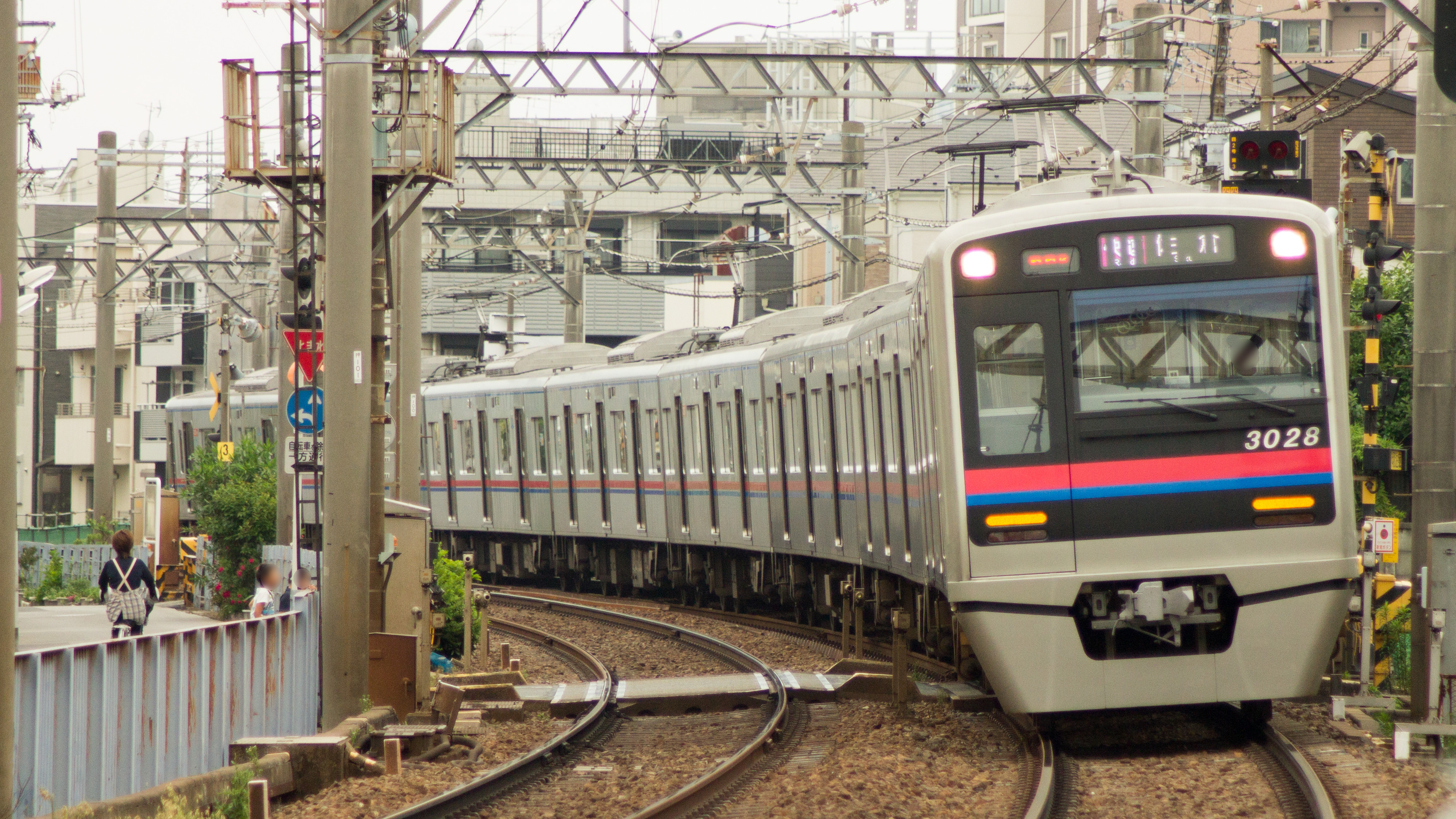
게이세이 전철 3000형
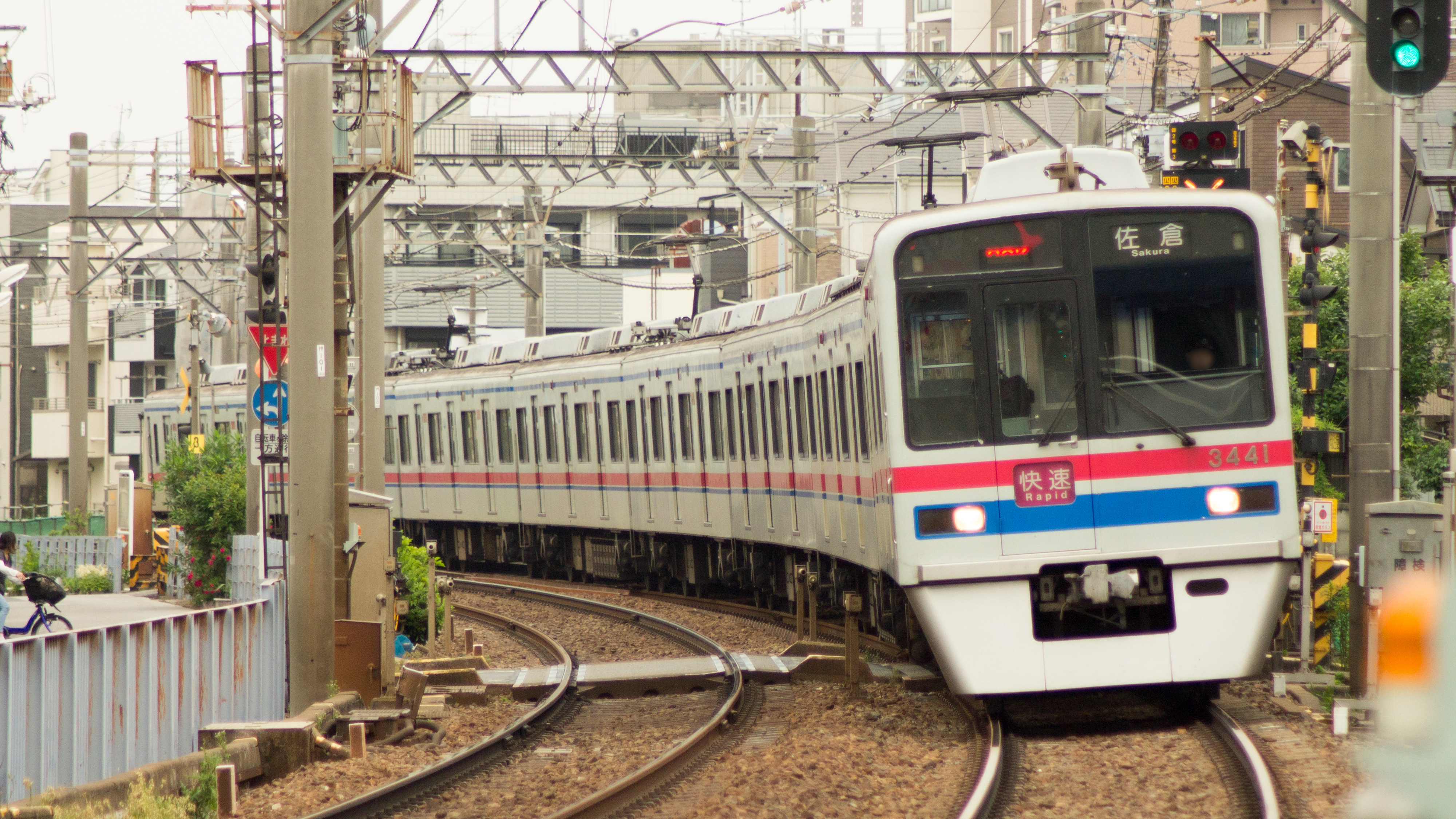
게이세이 전철 3400형
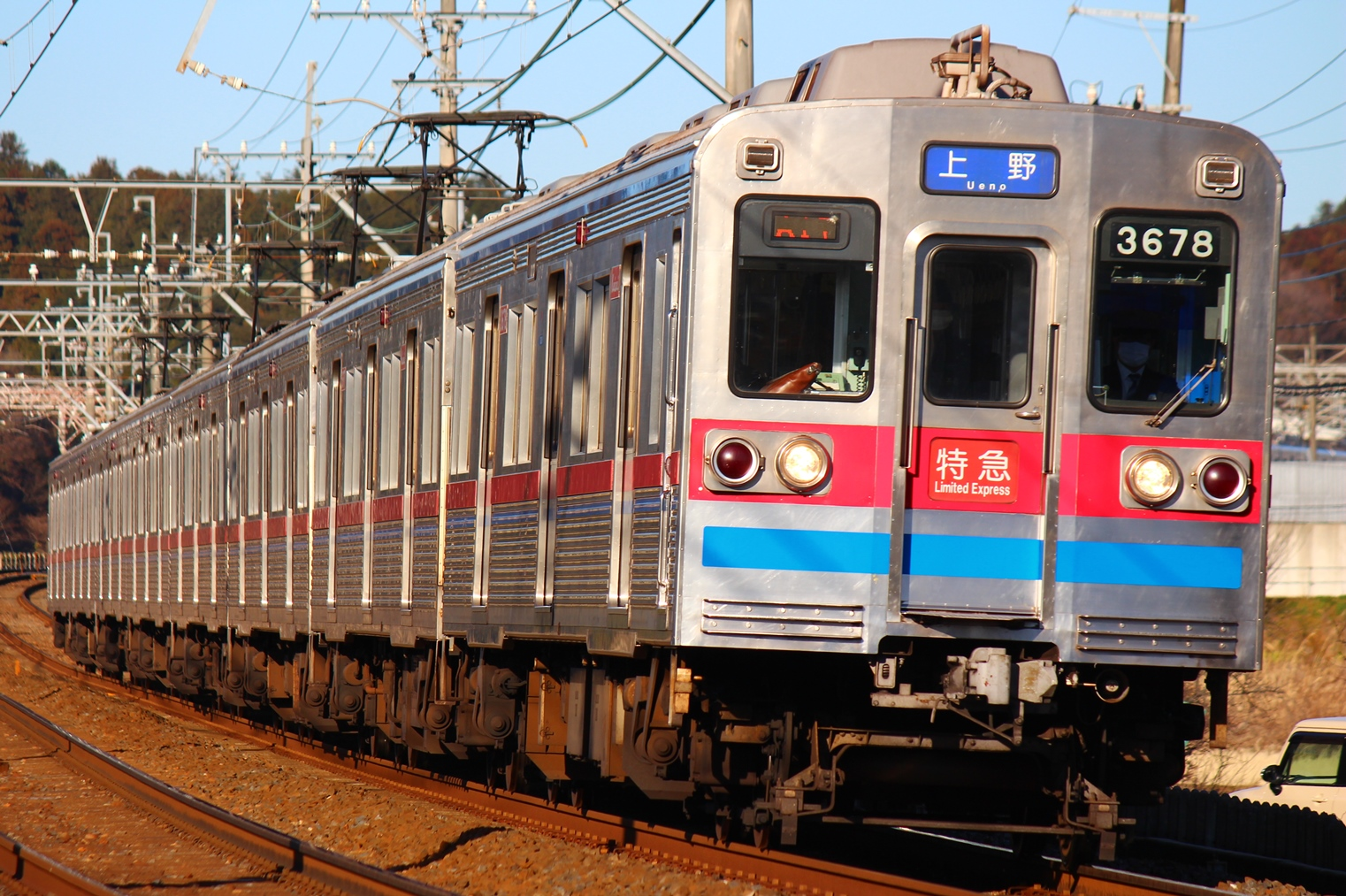
게이세이 전철 3600형
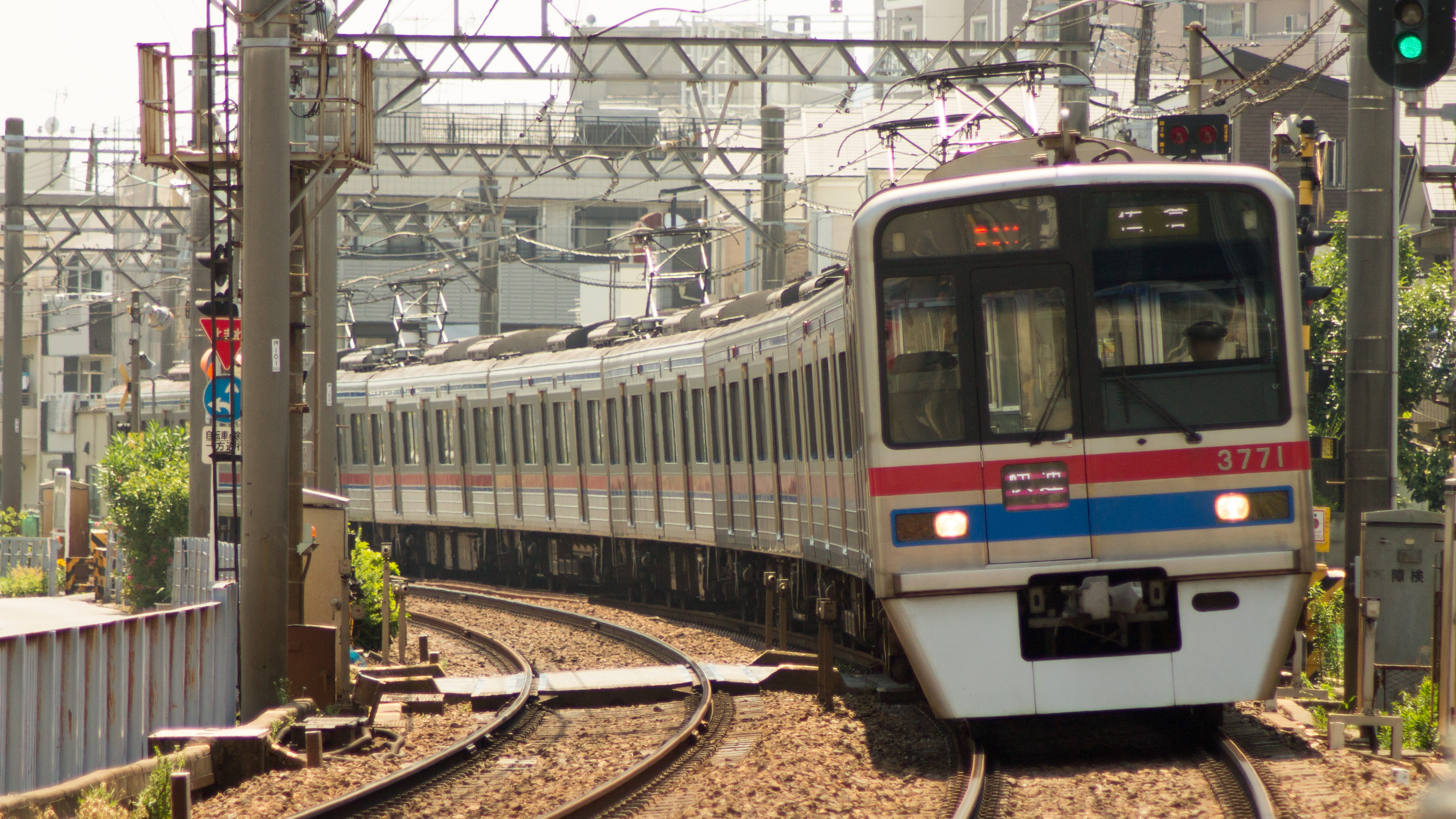
게이세이 전철 3700형
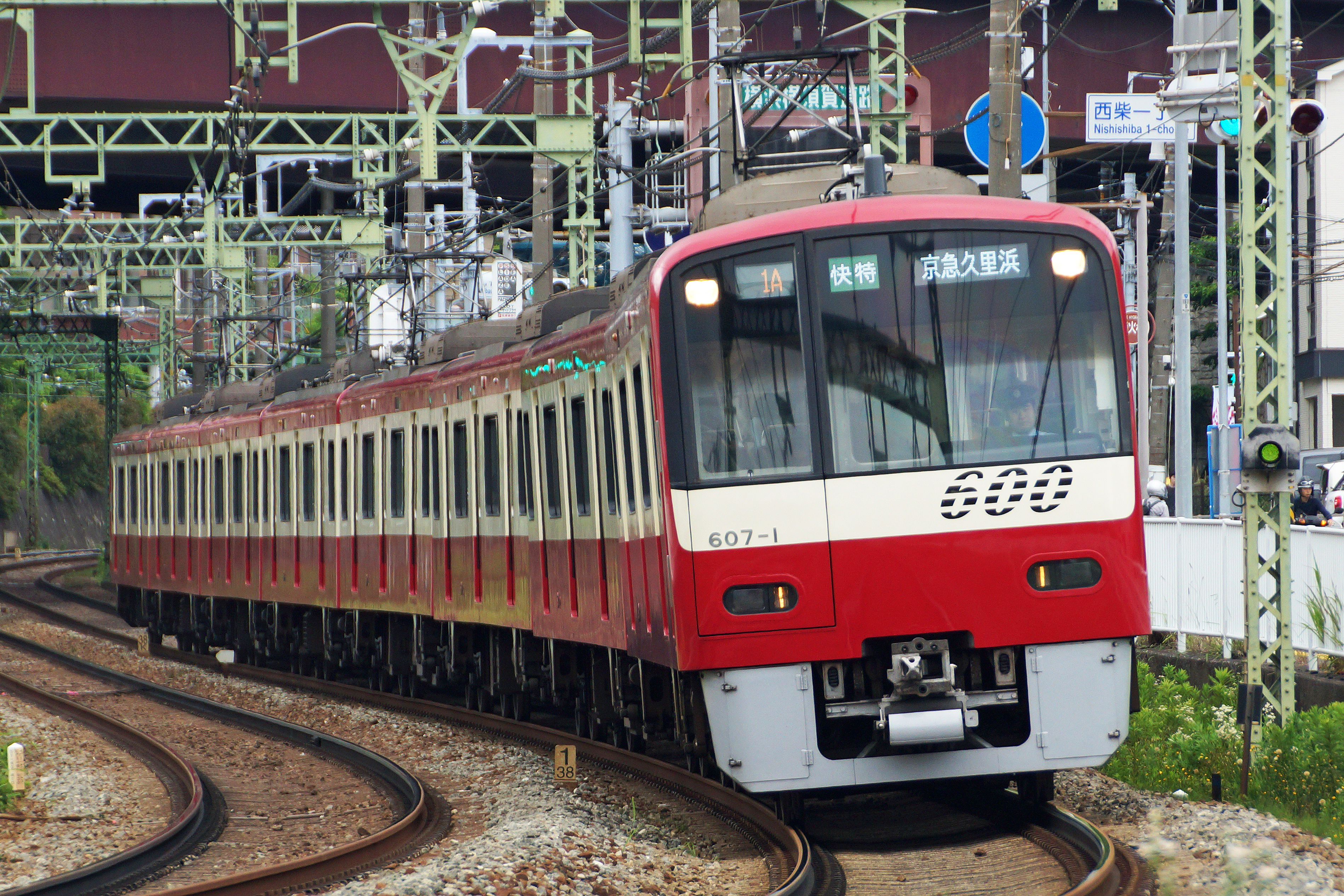
게이힌 급행 전철 600형
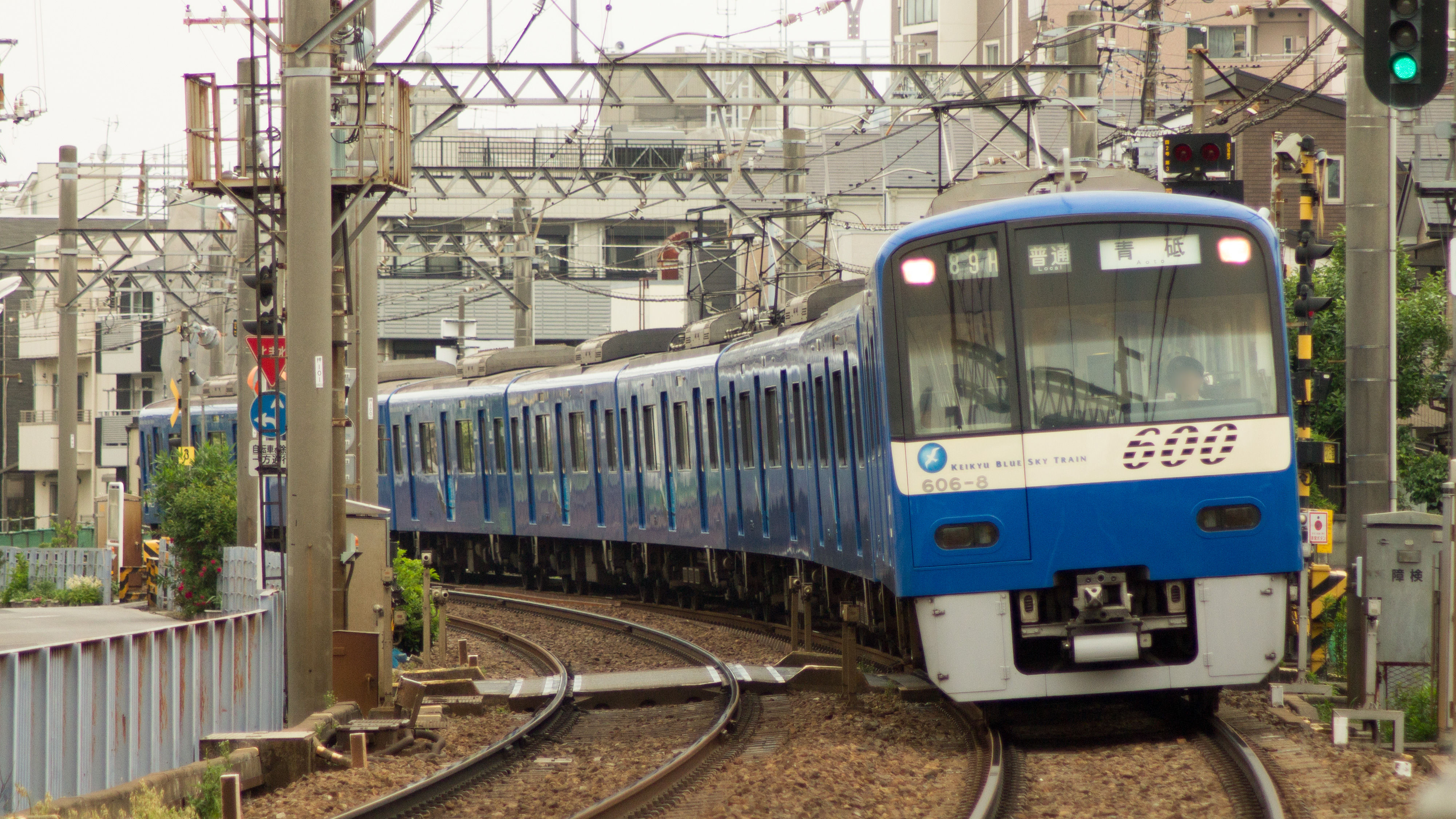
게이힌 급행 전철 600형(게이큐 블루스카이 트레인)
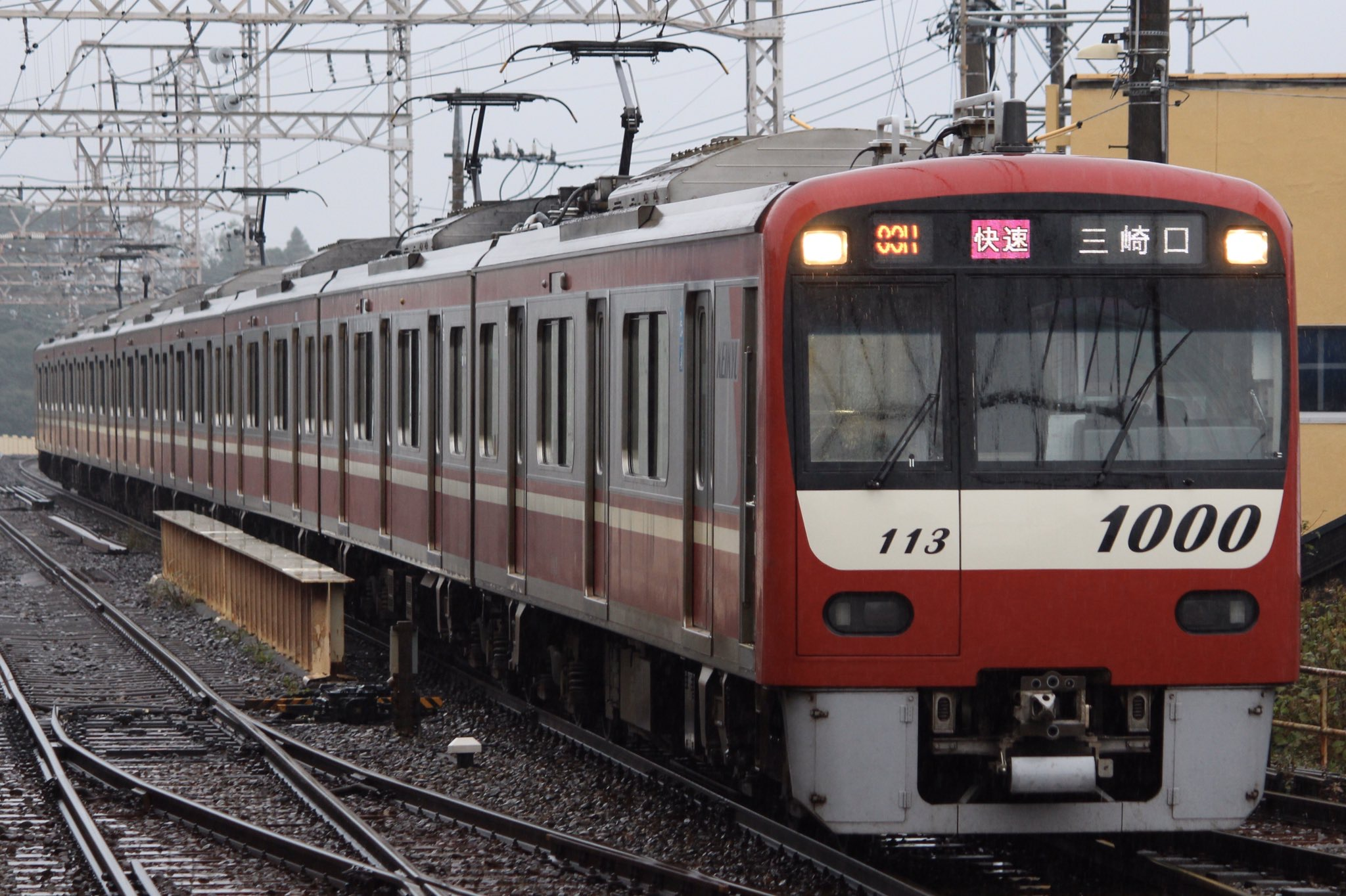
게이힌 급행 전철 1000형
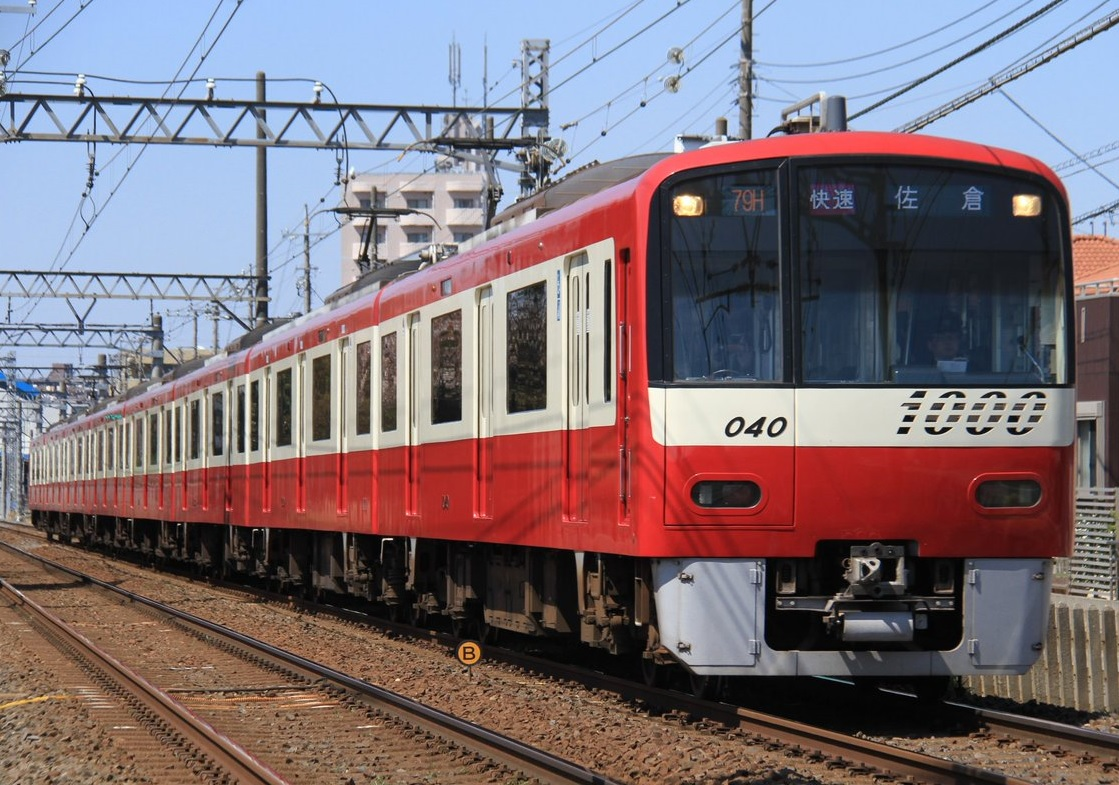
게이힌 급행 전철 1000형
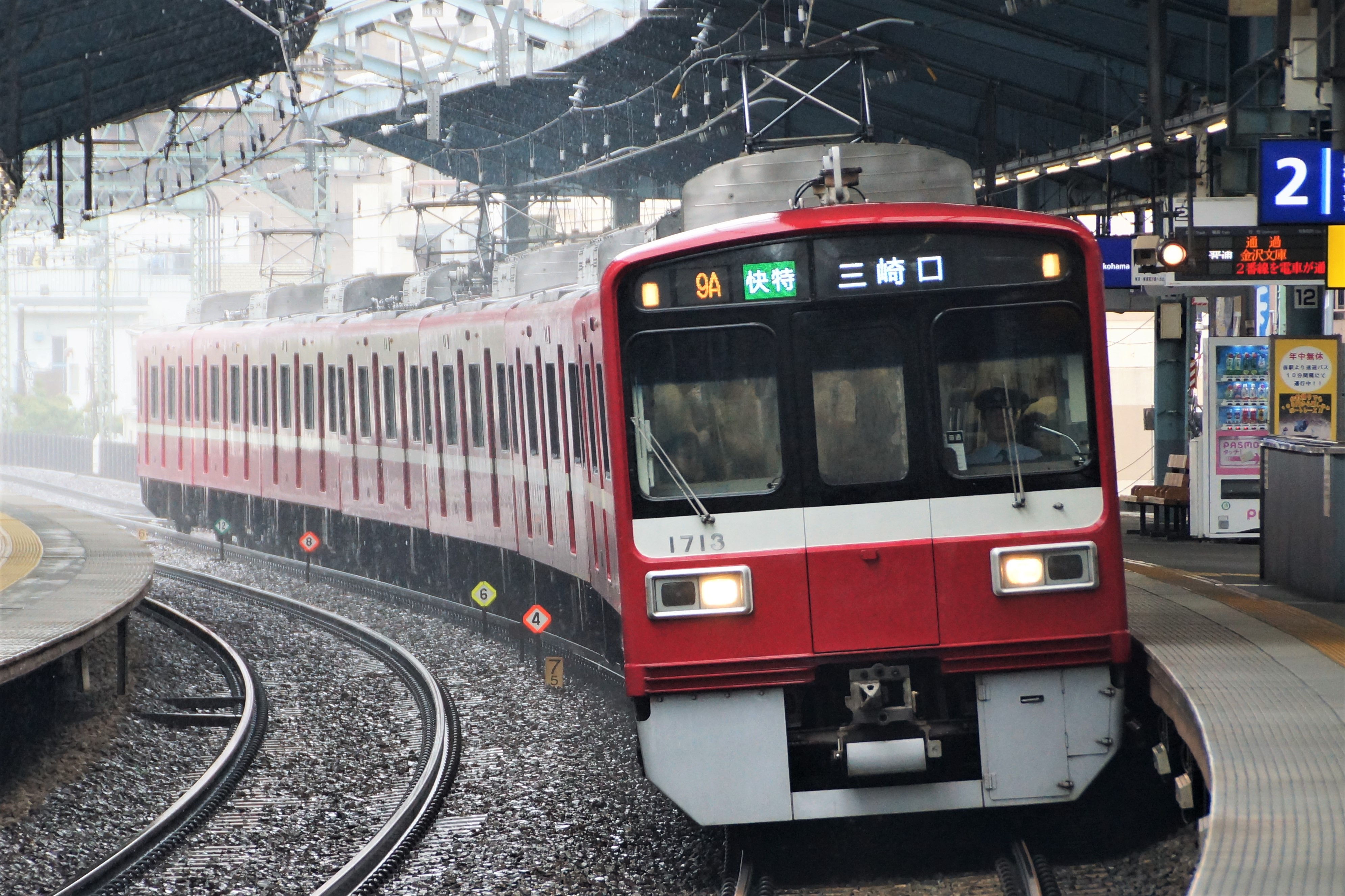
게이힌 급행 전철 1500형
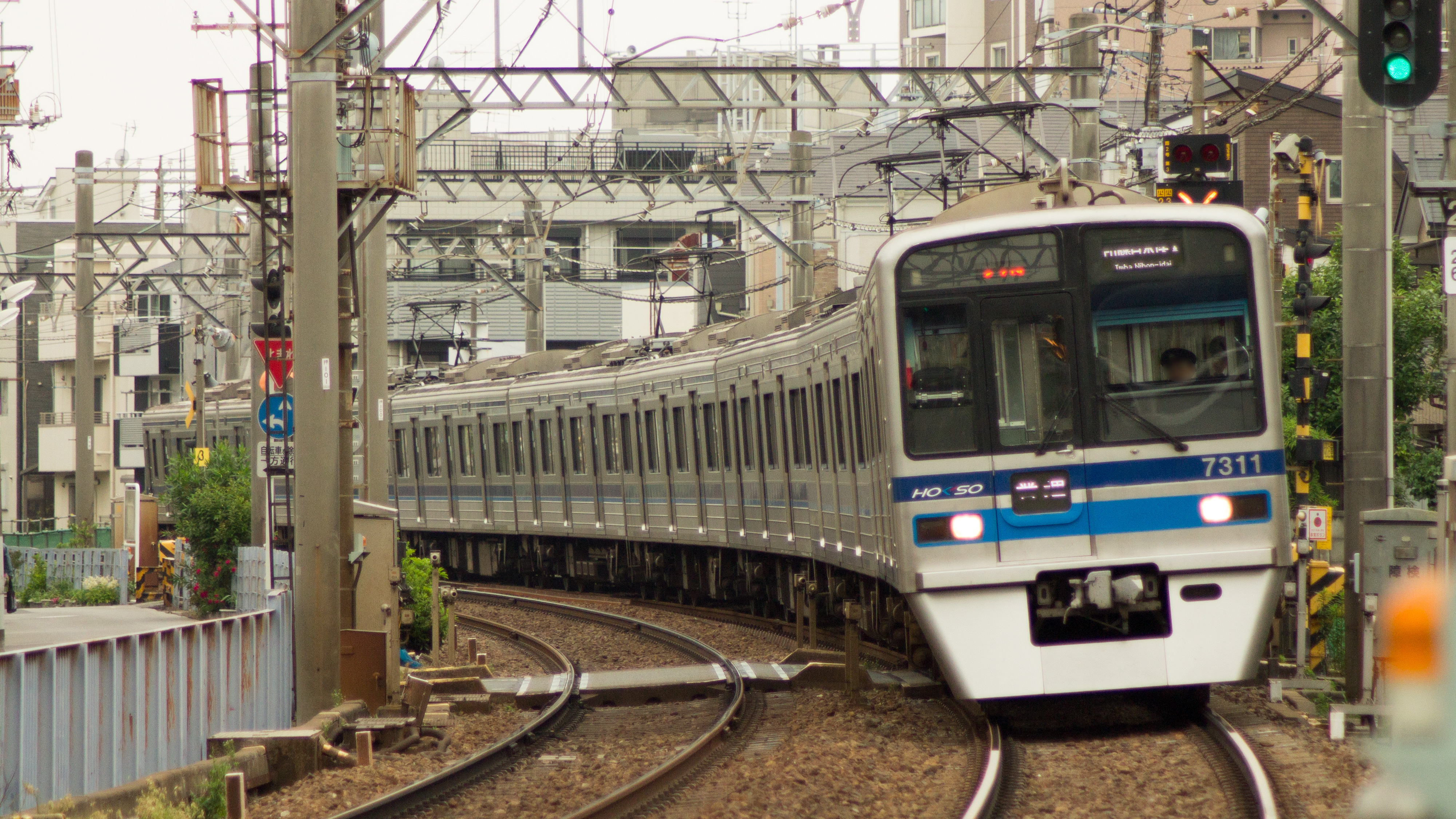
호쿠소 철도 7300형
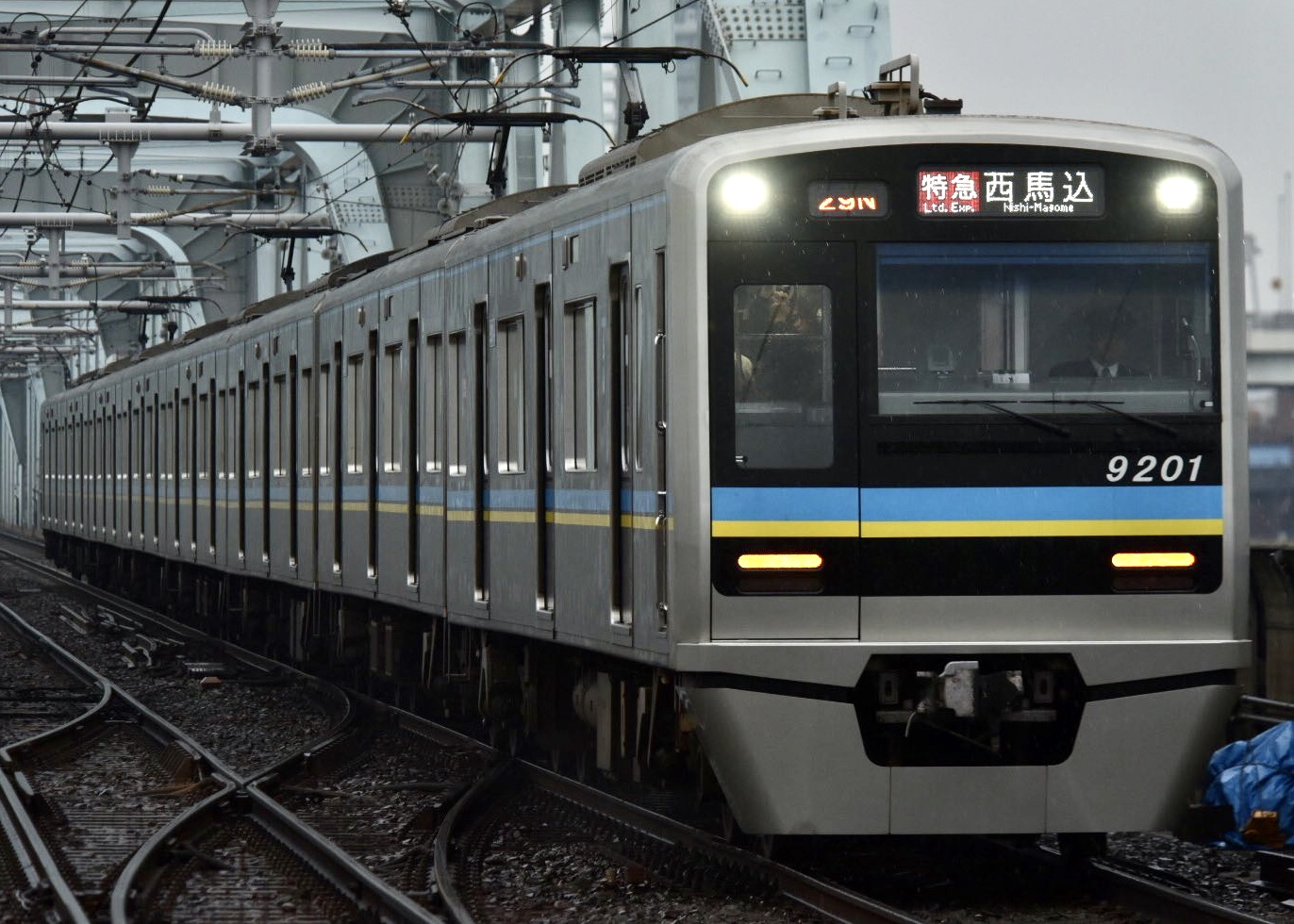
지바 뉴타운 철도 9200형
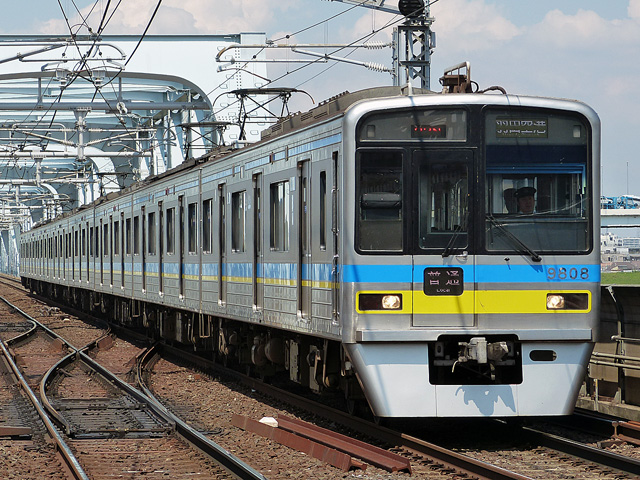
지바 뉴타운 철도 9800형

## 역 목록
| 역 번호 | 역명                      | 일어 역명                 | 공 쾌                                                   | 접속 노선 | 역간 거리 | 누적 거리  | 소재지   | 소재지   |
| ------- | ------------------------- | ------------------------- | ------------------------------------------------------- | --- | --------- | ---------- | -------- | -------- |
| A-01    | 니시마고메                | 西馬込                    |                                                         | |           | 0.0        | 도 쿄 도 | 오타구   |
| A-02    | 마고메                    | 馬込                      | 1.2                                                     | 1.2 |           |            | 도 쿄 도 | 오타구   |
| A-03    | 나카노부                  | 中延                      | 도쿄 급행 전철 오이마치선 (OM 04)                       | 0.9 | 2.1       | 시나가와구 | 도 쿄 도 |          |
| A-04    | 도고시                    | 戸越                      | 도쿄 급행 전철 이케가미선 (도고시긴자 역, IK 03)        | 1.1 | 3.2       | 시나가와구 | 도 쿄 도 |          |
| A-05    | 고탄다 (릿쇼대학 앞)      | 五反田 (立正大学前)       | JR 야마노테선 (JY 23) 도쿄 급행 전철 이케가미선 (IK 01) | 1.6 | 4.8       | 시나가와구 | 도 쿄 도 |          |
| A-06    | 다카나와다이              | 高輪台                    |                                                         | 0.7 | 5.5       | 미나토구   | 도 쿄 도 |          |
| A-07    | 센가쿠지                  | 泉岳寺                    | ●                                                       | 게이힌 급행 전철 게이큐 본선 (A-07, 직결 운행) JR 게이힌 도호쿠선 (다카나와 게이트웨이 역, JK 21) JR 야마노테선 (다카나와 게이트웨이 역, JY 26)                                                                 | 1.4       | 미나토구   | 도 쿄 도 | 6.9      |
| A-08    | 미타                      | 三田                      | ●                                                       | 미타선 (I-04) JR 게이힌 도호쿠선 (다카나와 게이트웨이 역, JK 21) JR 야마노테선 (다마치역, JY 27) | 1.1       | 미나토구   | 도 쿄 도 | 8.0      |
| A-09    | 다이몬 (하마마쓰초)       | 大門 (浜松町)             | ●                                                       | 오에도선 (E-20) JR 게이힌 도호쿠선 (다카나와 게이트웨이 역, JK 21) JR 야마노테선 (하마마쓰초역, JY 28) 도쿄 모노레일 하네다선 (모노레일 하마마쓰초 역, MO 01)                                                   | 1.5       | 미나토구   | 도 쿄 도 | 9.5      |
| A-10    | 신바시                    | 新橋                      | ●                                                       | 도쿄 메트로 긴자선 (G-08) JR 게이힌 도호쿠선 (다카나와 게이트웨이 역, JK 21) JR 도카이도 선 · JR 우에노 도쿄 라인 (JT 02) JR 야마노테선 (JY 29) JR 요코스카선 (JO 18) 유리카모메 도쿄 임해 신교통 임해선 (U-01) | 1.0       | 미나토구   | 도 쿄 도 | 10.5     |
| A-11    | 히가시긴자                | 東銀座                    | │                                                       | 도쿄 메트로 히비야선 (H-10) | 0.9       | 11.4       | 도 쿄 도 | 주오구   |
| A-12    | 다카라초                  | 宝町                      | │                                                       | | 0.8       | 12.2       | 도 쿄 도 | 주오구   |
| A-13    | 니혼바시                  | 日本橋                    | ●                                                       | 도쿄 메트로 긴자선 (G-11) 도쿄 메트로 도자이선 (T-10) | 0.8       | 13.0       | 도 쿄 도 | 주오구   |
| A-14    | 닌교초                    | 人形町                    | │                                                       | 도쿄 메트로 히비야선 (H-14) 도쿄 메트로 한조몬선 (스이텐구마에 역, Z-10) | 0.8       | 13.8       | 도 쿄 도 | 주오구   |
| A-15    | 히가시니혼바시 (돈야가이) | 東日本橋 (問屋街)         | ●                                                       | 신주쿠선 (바쿠로요코야마 역, S-09) JR 소부선 (쾌속) (바쿠로초역, JO 21) | 0.7       | 14.5       | 도 쿄 도 | 주오구   |
| A-16    | 아사쿠사바시              | 浅草橋                    | │                                                       | JR 주오·소부선 (JB 20) | 0.7       | 15.2       | 도 쿄 도 | 다이토구 |
| A-17    | 구라마에                  | 蔵前                      | │                                                       | 오에도선 (E-11) | 0.7       | 15.9       | 도 쿄 도 | 다이토구 |
| A-18    | 아사쿠사                  | 浅草                      | ●                                                       | 도쿄 메트로 긴자선 (G-19) 도부 철도 이세사키선 (TS-01) | 0.9       | 16.8       | 도 쿄 도 | 다이토구 |
| A-19    | 혼조아즈마바시            | 本所吾妻橋                | │                                                       | | 0.7       | 17.5       | 도 쿄 도 | 스미다구 |
| A-20    | 오시아게 (스카이트리마에) | 押上 (押上スカイツリー前) | ●                                                       | 한조몬 선 (Z-14) 게이세이 오시아게선 (KS 45, 직결 운행) 도부 철도 이세사키선 (TS-03) | 0.8       | 18.3       | 도 쿄 도 | 스미다구 |

- 공쾌 : 에어포트 쾌특 정차역
- 에어포트 급행, 쾌속, 통근특급, 특급, 엑세스특급, 쾌속특급은 전 역에 정차한다.